# 리원역
리원역(利原驛)은 조선민주주의인민공화국 함경남도 리원군에 위치한 평라선의 역이다.

## 연혁
- 1927년 12월 1일: 함경선 군선 - 단천 간 개통과 함께 군선역(群仙驛)으로 영업 개시[2]
- 일자 불명: 평라선으로 편입
- 일자 불명: 리원역으로 개명.